# Photophilus griseus
Photophilus griseus är en mångfotingart som beskrevs av Folkmanová 1928. Photophilus griseus ingår i släktet Photophilus och familjen storjordkrypare.
Artens utbredningsområde är Tjeckien. Inga underarter finns listade i Catalogue of Life.